# Giorgio Aleo
Giorgio Aleo (Cagliari, 1620 – Cagliari, 1684) è stato uno storico, predicatore e frate cappuccino italiano.

## Biografia
Nel 1640 fece solenne professione d'osservanza nel convento cappuccino di Iglesias. Dopo aver terminato gli studi letterari e filosofici e divenuto lettore di filosofia e teologia, si dedicò alla ricerca storica del territorio sardo. La sua notorietà lo rese gradito ai re e ai viceré spagnoli, che lo chiamarono spesso a dar conto di fatti avvenuti nell'isola.
Ricoprì diversi incarichi nel suo ordine, divenendo superiore del convento cagliaritano di San Benedetto. Nel 1661 viene sottoposto dai superiori a provvedimenti disciplinari a seguito del rifiuto di ottemperare all’obligo della predicazione e di risiedere presso la sua famiglia religiosa.
Nel 1671, ritenuto fomentatore dei disordini collegati con la congiura antispagnola e con l'assassinio del viceré marchese di Camarassa, fu esiliato dal viceré Tuttavilla, duca di San Germano, nel convento siciliano di Castelvetrano.
Fu poi in altri conventi dell'Italia meridionale e, nel 1673, di nuovo a Cagliari, dove completò gli studi di storia e visse almeno fino al 1690.

## Opere
Le sue cronache storiche secentesche paiono aver avuto una discreta circolazione anche se molte copie andarono perdute o furono soggette alla censura sabauda.
- Successos generales de la Isla y Reyno de Serdeña, Ms, un vol. in folio si trova in Cu, Archivio Stato Torino, Sardegna, sala 34.
- Successos generales de la Isla y Reyno de Serdeña, Cagliari, 1684.
- Historia chronologica y verdadera de todos los successos y cosas particulares succedidas en la Isla y Reyno de Serdeña, del año 1637 al año 1672, Ms cartaceo del XVII secolo di cc. 108, raccolta Baille.
- Historia chronologica y verdadera de todos los successos y cosas particulares succedidas en la Isla y Reyno de Serdeña, del año 1637 al año 1672, Ms del XIX secolo, di cc. 223, Ms 263 in Cu.
- Storia cronologica di Sardegna: 1637-1672, tradotto da P. Attanasio da Quartu, Cagliari, Editrice Cattolica Sarda, 1926.
- Storia cronologica e veridica dell’isola e Regno di Sardegna dall’anno 1637 all’anno 1672, saggio introduttivo, traduzione e cura di Francesco Manconi, Nuoro, Ilisso, 1998. ISBN 8885098843 ISBN 9788885098848